# Пашковський Петро Семенович
Петро́ Семе́нович Пашко́вський (03. 02. 1938, с. Петруша-Воля, нині Підкарпатського воєводства, Польща — 24. 05. 2019, Донецьк) — український гірничий інженер, доктор технічних наук, професор, заслужений діяч науки і техніки України.

## Короткий життєпис
1960 року закінчив Донецький політехнічний інститут, по спеціалізації «розробка родовищ корисних копалин», гірничий інженер.
Був першим заступником директора Науково-дослідного інституту гірничорятувальної справи і пожежної безпеки «Респіратор» — НДІ працював над проектами, вугільної, оборонної та космічної галузей. У складі науковців брав участь у розробці систем життєзабезпечення космічних апаратів, та специфічними питаннями — вирощуванням рослин в космосі.
2001 року захистив докторську дисертацію «Обґрунтування параметрів розподілу повітря в гірничих виробках вугільних шахт з урахуванням дії конвективних газових потоків».
2008 — Doctor Honoris Causa (почесний доктор) Львівського державного університету безпеки життєдіяльності.
Зареєстровано 24 його патенти.
Серед його робіт:
- «Охорона праці та пожежна безпека».
- «Гірничорятівна справа» — редактор, 1970, Донецьк,
- «Розробка способів прогнозування та шляхи попередження ендогенних пожеж в глибоких шахтах», 1992,
- «Бібліографічний вказівник наукових праць НДІ „Респіратор“, 1968—2008», 2008, Донецьк, Норд-Прес,
- «Основні етапи розвитку вітчизняного респіраторобудівництва» — Пашковський, Г. Д. Галдобін, О. П. Снітко, 2008, Донецьк, Норд-Прес,
- «Провітрювання шахт при підземних пожежах» — Пашковський, В. І. Лебедєв, Донецьк, «Арпі», 2012.

## Державні нагороди
- Орден «За заслуги» II ст. (25 серпня 2011) — за вагомий особистий внесок у зміцнення енергетичного потенціалу держави, багаторічну самовіддану працю, високий професіоналізм та з нагоди Дня шахтаря[1]
- Орден «За заслуги» III ст. (26 серпня 2004) — за високий професіоналізм, значний особистий внесок у формування та реалізацію пріоритетних напрямів інноваційної діяльності у вугільній промисловості[2]
- Заслужений діяч науки і техніки України (13 травня 1998) — за вагомий особистий внесок у розвиток вітчизняної науки, зміцнення науково-технічного потенціалу України[3]
- Державна премія України в галузі науки і техніки 2013 року — за роботу «Забезпечення техногенної та екологічної безпеки при розробці вуглегазових родовищ (теорія і практика)» (у складі колективу)[4]